# Louder Now
Louder Now è un album del 2006, prima pubblicazione con una major dei Taking Back Sunday.
Il primo singolo dell'album è MakeDamnSure. La canzone Error Operator è stata pubblicata sulla colonna sonora del film I fantastici quattro del 2005, ma è stata rinnovata, con la versione 2005, diventando nota come il 'F4 edit'.
Lourder Now è trapelata su Internet nella sua interezza il 19 aprile 2006. Date di altri paesi sono pubblicate sul sito ufficiale dei Taking Back Sunday. C'erano altre due canzoni registrate durante le sessioni di Louder Now, Brooklyn (If You See Something, Say Something) e Sleep. Brooklyn (If You See Something, Say Something) è stata pubblicata come traccia bonus su iTunes, Sleep è il singolo britannico pubblicato 22 maggio.
Il titolo dell'album deriva dalla canzone What's It Feel Like to Be a Ghost?, così com'anche Bonus Mosh Pt.. II sul loro secondo album Where You Want to Be.
Questo è stato l'ultimo album della band in cui Fred Mascherino ha suonato.
La fine del 2006, una edizione speciale CD/DVD è stata pubblicata col titolo Louder Now: PartOne.
L'album è stato votato come il migliore del 2006 da Kerrang! Magazine.
Dal 9 giugno 2008, l'album ha venduto 900,000 copie, secondo Nielsen SoundScan.

## Tracce
Tutte le tracce dei Taking Back Sunday.
1. What's It Feel Like to Be a Ghost? – 3:47
2. Liar (It Takes One to Know One) – 3:09
3. MakeDamnSure – 3:32
4. Up Against (Blackout) – 3:02
5. My Blue Heaven – 4:09
6. Twenty-Twenty Surgery – 3:55
7. Spin – 3:39
8. Divine Intervention – 4:14
9. Miami – 3:41
10. Error: Operator – 2:51
11. I'll Let You Live – 5:07

### Tracce bonus
iTunes
1. Brooklyn (If You See Something, Say Something) - 4:33

Giappone, singolo britannico di Make Damn Sure e in Liar (It Takes One to Know One) EP|Liar (It Takes One to Know One)
1. Sleep - 3:19